# Перкин (лунный кратер)
Кратер Перкин (лат. Perkin) — крупный древний ударный кратер в северном полушарии обратной стороны Луны. Название присвоено в честь американского производителя телескопов Ричарда Скотта Перкина (1906—1969) и утверждено Международным астрономическим союзом в 1970 г. Образование кратера относится к нектарскому периоду.

## Описание кратера

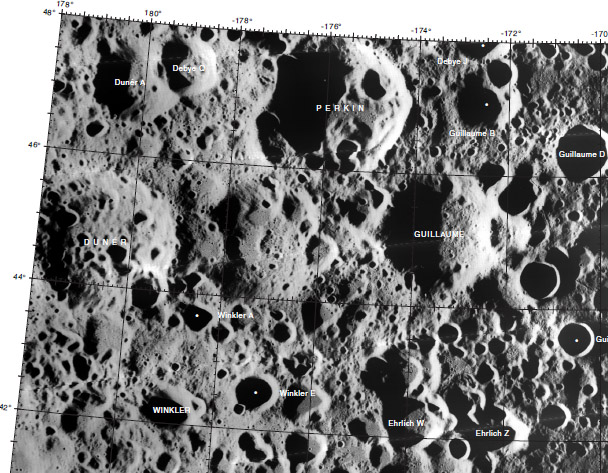
Окрестности кратера Перкин. Фрагмент карты LAC-33.

Ближайшими соседями кратера являются кратер Чернышев на западе; кратер Дебай на севере (кратер Перкин частично перекрывает его южную часть); кратер Гильом на юго-востоке и кратер Дюнер на юго-западе. Селенографические координаты центра кратера 47°01′ с. ш. 175°44′ з. д. / 47,02° с. ш. 175,73° з. д., диаметр 62,5 км, глубина 2,7 км.
Кратер Перкин имеет полигональную форму и значительно разрушен. Вал сглажен, в юго-восточной части спрямлен и имеет четко очерченную кромку, западная и южная часть вала отмечены несколькими маленькими кратерами. Дно чаши пересеченное, в северо-западной и южной части чаши расположены приметные небольшие кратеры. В центре чаши находится небольшой центральный пик, от которого в северном направлении отходит короткий хребет.

## Сателлитные кратеры
Отсутствуют.